# 工藤ゆら
工藤 ゆら（くどう ゆら、1999年〈平成11年〉6月8日 - ）は、日本のAV女優。エイトマン所属。

## 経歴
2021年12月にAV女優デビュー。メディア初登場は同年10月30日放送のラジオ番組『紗倉まなとニューヨークのマジックミラーナイト』。情報未開示状態であったため事前宣伝でも顔を隠していた。情報解禁後はグラビア界の秋の注目美女として小学館『週刊ポスト』2021年12月3日号にグラビア掲載。光文社『FLASH』では「素朴清楚系女優の新生」と異名を付けられた。
2022年12月26日週FANZA通販フロアランキングにて、デビュー作収録の『SODstar15周年記念！厳選した人気スター女優18名 デビューSEX集めました!』が1位を記録。
2023年10月よりSODクリエイトからアタッカーズへ専属移籍。

## 人物
- 性格はサバサバしており、共演した芸人には「（ティーン誌の）読者モデルっぽい」と言われる。
- 友達がAV女優になったのをきっかけにAV女優に興味を持ち目指した。元々AVは観ていたが、素人ハメ撮り作品しか見ておらず、「女優さんはあんまり詳しくなくて、友達しかわからない」と述べている[4]。
- 趣味は漫画、YouTube観覧[4]。
- 性癖に関しては前戯はS、セックスに関してはバックで突かれるのが好きなM[4]。初体験は19歳の時で、デビューまでの経験人数は「片手ちょい」と答えている[4]。
- Xでは横浜DeNAベイスターズファンを公言している。

## 作品

### アダルトビデオ
いずれも配信先行作品。
- たまんない、その距離感。マジで恋する3秒前、一度はこんな子と恋をしたい。工藤ゆら AVデビュー（12月9日、SODクリエイト）

- 愛嬌抜群!!リアクション最高!!ドキドキ初性感開発!!!全てが初めてづくしの4本番!5コーナー SODstar 工藤ゆら（1月13日、SODクリエイト）
- 巨根特化!大好物のデカチンに大興奮♡子宮奥ズボズボで感度ズボズボで感度バカになる大絶頂セックス!!工藤ゆら（2月10日、SODクリエイト）[5]
- お客様のチ〇ポが超ストライク!毎回本番OKしちゃう新人風俗嬢♪全部はじめて超フレッシュ4変化!! 工藤ゆら（3月10日、SODクリエイト）
- 【バック特化型】彼女の妹のあざと可愛いハミ尻が最高すぎて…後ろから死ぬほど暴走突撃ピストンしてしまった!!! 工藤ゆら（4月7日、SODクリエイト）
- 大人のkissがしたい…。唇と唇、舌と舌、絡み合う濃密舐めあい性交。 工藤ゆら（5月12日、SODクリエイト）
- 『妹がAV女優だった!?』AV大好きお兄ちゃんが妹が有名になるために一緒にSEXの猛特訓練習をやってみた!! 工藤ゆら（6月9日、SODクリエイト）
- 食べごろの連れ子J〇が家に来たので、俺(義父)専属の 従順ドMの娘にきっちり育てました。 工藤ゆら（7月7日、SODクリエイト）
- 同僚の陰キャ新卒OLと付き合わされたら…まさかの超変態ビッチで追撃鬼ピス騎乗位がヤバ過ぎだった!! 工藤ゆら（8月11日、SODクリエイト）
- 僕のお姉ちゃんは、チ〇ポしゃぶり大好き女子マネージャーです。放課後の部活終わりに誰かをこっそりフェラ誘惑して射精させまくっていて… 最後は僕も誘惑されて…。 工藤ゆら（9月8日、SODクリエイト）
- 終電逃した妻の妹を泊めるだけだったのに…。セックスレスで溜まったストレスが暴発して、朝まで無理やり犯しまくってしまった。 工藤ゆら（10月6日、SODクリエイト）
- 「私の乳首って変じゃないですかね?」敏感乳首に悩む制服美少女が整体で乳首イキまくり性感開発されちゃいました…。工藤ゆら（12月8日、SODクリエイト）

- 「M男オジサンを24時間ずっといじってあげるね♪」 1日限定レンタルで年下の小悪魔〇リ系AV女優を貸し出します! 工藤ゆら（1月12日、SODクリエイト）
- 『先生に彼氏ができるなんて許さない…。』異常な愛情を持ったイカレ生徒が嫉妬で完全にブッ壊れ…校内強制媚薬キメセク!! 工藤ゆら（2月9日、SODクリエイト）
- いつでもフェラしたい!絶倫彼氏とバレたらヤバい所でフェラチオ個撮しまくりの年下チンしゃぶビッチ彼女 工藤ゆら（3月9日、SODクリエイト）[6]
- 「1ヶ月オナ禁した童貞クンは何発射精できるのか?」ヤリまくり無限筆下ろしドキュメント3本番!!! 工藤ゆら（4月6日、SODクリエイト）
- 世界で一番最悪な初恋 大好きなカレシが私とのSEX映像を知り合いに拡散！その結果、輪●されまくってしまいました。 工藤ゆら（5月11日、SODクリエイト）
- 彼氏の浮気で喧嘩して… 金髪ギャルが地方の駐車場でオジサンに声をかけられて、腹いせにそのままホテルでSEXしまくりました。 工藤ゆら（6月8日、SODクリエイト）
- お父さん、ごめんね。 淫らに成長した私を許して… 工藤ゆら（10月3日、アタッカーズ）
- 漂流少女 Runaway girl 工藤ゆら（11月7日、アタッカーズ）
- 報復の地下室 裕福な娘を監禁した日々 工藤ゆら（12月5日、アタッカーズ）

- 中年フリーターおじさんが新入りバイト女子に痴女られた話。 漂流少女 EPISODE:02 工藤ゆら（1月2日、アタッカーズ）
- 上京まもない女子社員は、やがて激しく犯される。 工藤ゆら（2月6日、アタッカーズ）
- やっと幸せを手にしたあの子が汚濁した精液に支配された話。 漂流少女 EPISODE:03 工藤ゆら（3月5日、アタッカーズ）
- 最後のセックス I still remember 工藤ゆら（5月7日、アタッカーズ）
- 夫の目の前で犯されて ー 強制社宅不倫（6月4日、アタッカーズ）
- 脱獄者 工藤ゆら（7月2日、アタッカーズ）
- 制服少女監禁凌辱 鬼畜輪姦（8月6日、アタッカーズ）
- あなた、許して…。 夫の親友に抱かれて 2 工藤ゆら（9月3日、アタッカーズ）
- 花と縄 工藤ゆら初緊縛作品（10月1日、アタッカーズ）
- 身代わりの天使 工藤ゆら（11月5日、アタッカーズ）
- 貞操帯の女 35 工藤ゆら（12月3日、アタッカーズ）

- 大好きな幼なじみが僕の父親に抱かれていた… 工藤ゆら（1月7日、アタッカーズ）
- 隷女の涙 奪われた明日、私が人形になったあの日。（3月4日、アタッカーズ）

### デジタル写真集
2021年
- こいびと 工藤ゆら（11月12日、ソフト・オン・デマンド、撮影：藤本和典）
- 工藤ゆら カムカムエロバディ（11月19日、小学館、撮影：矢西誠二）[7]

## 出演

### ラジオ
- 紗倉まなとニューヨークのマジックミラーナイト（2021年10月30日、11月6日、文化放送）

### ウェブテレビ
- 紗倉まなとニューヨークのマジックミラーライブ（2021年10月26日、FANY Online）
- ロンドンハーツABEMA特別編（2022年5月31日、ABEMA）アンケート協力[8]

## 外部サイト
- 工藤ゆら (@kudoyura) - X（旧Twitter）